# Première Nation de Timiskaming
La Première Nation de Timiskaming, dont le nom officiel est Timiskaming First Nation, est une Première Nation algonquines du Québec au Canada. En 2017, elle a une population inscrite de 2 153 membres. Elle possède une seule réserve, Timiskaming, située en Abitibi-Témiscamingue.

## Démographie
Les membres de la Première Nation de Timiskaming sont des Algonquins. En juin 2017, la bande avait une population inscrite totale de 2 153 membres dont 1 503 vivaient hors réserve. Selon le recensement de 2011 de Statistique Canada, l'âge médian de la population est de 31,5 ans.

## Géographie
La Première Nation de Timiskaming possède une seule réserve, Timiskaming, qui est située en Abitibi-Témiscamingue au Québec. Celle-ci couvre une superficie de 1 852 ha. Les villes importantes situées les plus près sont Rouyn-Noranda et Ville-Marie.

## Langue
Selon le recensement de 2011 de Statistique Canada, sur une population totale de 550 personnes, 4,5% connaissent une langue autochtone. Plus précisément, 2,7% de la population ont une langue autochtone encore parlée et comprise en tant que langue maternelle. En ce qui a trait aux langues officielles, 49,5% de la population connaissent les deux, 48,6% connaissent seulement l'anglais et 1,8% connaissent seulement le français.

## Gouvernement
La Première Nation de Timiskaming est gouvernée par un conseil de bande élu selon un système électoral selon la coutume basé sur la section 11 de la Loi sur les Indiens. Pour le mandat de 2016 à 2020, ce conseil est composé du chef Wayne McKenzie et de six conseillers. La Première Nation est rattachée au conseil tribal du Secrétariat des programmes et des services de la Nation algonquine.